# Marathon van Eindhoven 1996
De marathon van Eindhoven 1996 werd gelopen op zondag 13 oktober 1996. Het was de dertiende editie van deze marathon.
De Ethiopiër Tumo Turbo zegevierde bij de mannen in 2:11.26. Hij verbeterde met deze tijd het parcoursrecord. De Roemeense Simona Staicu won de wedstrijd bij de vrouwen in 2:37.45. Mieke Hombergen, die de edities van 1990 en 1991 bij de vrouwen had gewonnen, finishte nu als beste Nederlandse op de tweede plaats.

## Uitslagen

### Mannen
| rang   | naam               | land | tijd    |
| ------ | ------------------ | ---- | ------- |
| Goud   | Tumo Turbo         | ETH  | 2:11.26 |
| Zilver | Grzegorz Gajdus    | POL  | 2:11.27 |
| Brons  | Vladimir Kotov     | BLR  | 2:12.33 |
| 4      | Karel David        | CZE  | 2:12.59 |
| 5      | Miroslaw Plawgo    | POL  | 2:13.03 |
| 6      | Andreij Koeznetsov | RUS  | 2:14.13 |
| 7      | Peter Sarafinyuk   | UKR  | 2:14.27 |
| 8      | Samwel Okemwa      | KEN  | 2:15.12 |
| 9      | Ronny Ligneel      | BEL  | 2:15.37 |
| 10     | Olyeg Otmakov      | RUS  | 2:16.01 |
| 11     | Sergei Romanchuk   | UKR  | 2:16.25 |
| 12     | El Maati Chaham    | MAR  | 2:17.01 |
| 13     | Andrzej Krzyscin   | POL  | 2:17.19 |
| 14     | John Maundu Nthiwa | KEN  | 2:17.20 |
| 15     | Sergey Sokov       | BLR  | 2:17.41 |
| 16     | Mohamed Salmi      | ALG  | 2:20.09 |
| 17     | Steven Brooks      | ENG  | 2:20.18 |
| 18     | Nixon Nkodima      | RSA  | 2:22.32 |
| 24     | Ronald Schut       | NED  | 2:25.14 |

### Vrouwen
| rang   | naam              | land | tijd    |
| ------ | ----------------- | ---- | ------- |
| Goud   | Simona Staicu     | ROU  | 2:37.45 |
| Zilver | Mieke Hombergen   | NED  | 2:43.03 |
| Brons  | Agnes Hijman      | NED  | 2:48.32 |
| 4      | Christel van Looy | BEL  | 2:49.28 |
| 5      | Jeanne Jansen     | NED  | 2:53.57 |

1959 ·
1960 ·
1982 ·
1984 ·
1986 ·
1988 ·
1990 ·
1991 ·
1992 ·
1993 ·
1994 ·
1995 ·
1996 ·
1997 ·
1998 ·
1999 ·
2000 ·
2001 ·
2002 ·
2003 ·
2004 ·
2005 ·
2006 ·
2007 ·
2008 ·
2009 ·
2010 ·
2011 ·
2012 ·
2013 ·
2014 ·
2015 ·
2016 ·
2017 ·
2018 ·
2019 ·
2020 ·
2021 ·
2022 ·
2023 ·
2024 ·
2025